# Kostas Mitroglou
Konstantinos "Kostas" Mitroglou (tiếng Hy Lạp: Κωνσταντίνος "Κώστας" Μήτρογλου, phát âm [konsta(n)ˈdinos ˈkostaz ˈmitroɣlu]; sinh ngày 12 tháng 3 năm 1988) là một cầu thủ bóng đá người Hy Lạp chơi cho câu lạc bộ Pháp Marseille và Đội tuyển bóng đá quốc gia Hy Lạp.